# 조공국

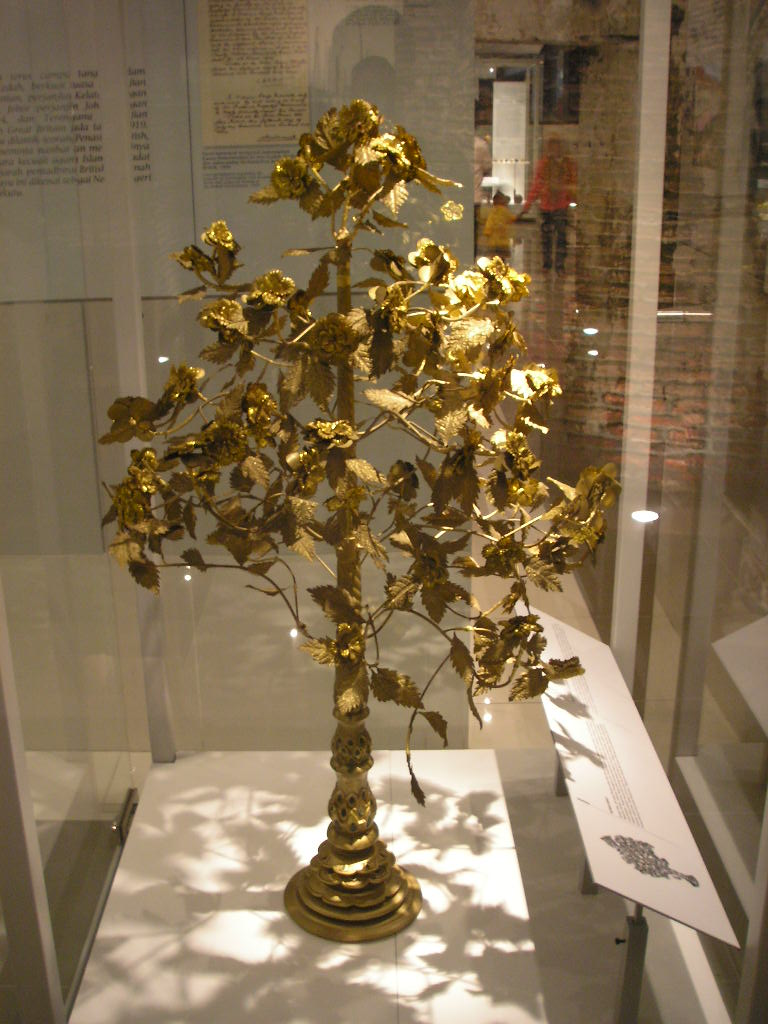
말레이 반도의 속국에서 아유타야 왕에게 보내는 공물 형태인 붕가마스.

조공국(朝貢國, 영어: Tributary state)은 우월한 권력(종주국)에게 정기적으로 복종의 표시 또는 조공을 보내는 것과 관련된 더 강력한 국가에 대한 특정 유형의 종속 관계에 있는 전근대 국가 형태이다. 이 증표는 종종 금, 생산물 혹은 노예의 전달과 같은 상당한 부의 이전의 형태를 취했으며 공물은 보호금의 지불로 가장 잘 보일 수 있었다. 또는 때로는 말레이 반도의 통치자들이 시암의 왕들에게 보내곤 했던 붕가마(금빛 꽃)나 성 요한 기사단의 그랜드 마스터가 몰타를 통치하기 위해 매년 시칠리아 총독에게 보내곤 했던 몰타 매의 조공과 같은 항복의 표시의 전달에 지나지 않았을 수도 있다. 그것은 또한 대중에게 항복을 보여주기 위해 패권의 궁정에 하위 통치자가 참석하는 것을 포함할 수도 있다.
오늘날 종주국의 계승자들은 조공 관계가 현대 세계에서 헤게모니의 주권을 인정하는 것으로 이해되어야 한다고 주장하는 경향이 있는 반면, 이전의 조공국들은 주권의 이전이 있었다고 부인한다.
동아시아에서 발달한 공식적인 조공제도는 동아시아의 많은 인접한 동아시아, 중앙아시아, 동남아시아 국가들과 지역들이 다양한 중국 왕조의 조공국이 되도록 만들었다. 역사적으로, 중국의 황제는 스스로를 문명 세계 전체의 황제라고 여겼다. 그러한 황제가 다른 어떤 권력과도 동등한 외교 관계를 갖는 것은 불가능했고, 그래서 중국인들은 그 지역의 모든 외교 관계를 조공으로 여겼다. 중국이 아닌 지역의 외교 공관과 무역 당사자들은 그 지역의 의도와 상관없이 중국 기록에서 조공으로 해석되었다. 이 건설 아래에서, 중국이 받은 상품은 조공으로 제공되었지만, 방문객들이 받은 상품은 황제가 친절하게도 그의 먼 조공국에 하사한 선물로 해석되었다.
알안달루스에서는 그라나다 토후국에서 마지막으로 남아있던 무어인 나스리드 왕조가 기독교 왕국인 카스티야 왕국(오늘날의 스페인)에 조공을 바쳤다. 보통 오스만 제국의 변방에 위치한 속국들은 각기 다른 형태로 속국의 속국이었다. 어떤 국가들은 자신들의 지도자를 선택하는 것이 허락되었고, 다른 국가들은 자신들의 땅에 공물을 바쳤다. 서구의 식민지 체제에서는 비서구 국가들이 때로는 보호국으로서 유럽 제국에 편입되기도 하였다.
필리핀에서는 바랑가이족의 다투스가 16세기 후반부터 1898년에 열도가 아메리카 합중국의 지배하에 들어갈 때까지 스페인 제국의 봉신이 되었다. 그들의 통치권은 1594년 6월 11일 스페인 국왕 펠리페 2세에 의해 스페인 왕관에 따른 조공 지불이라는 조건하에 인정되었다.[a]

## 같이 보기
- 조공
- 만달라 체제
- 종주권
- 봉신국
- 괴뢰정권
- 위성국
- 종속국
- 외왕내제

## 주해
ㅏ.^ 왕은 더 나아가 원주민들이 왕이나 엔코멘데로스 (신탁통치 지도자)와 관련된 사항을 침해하지 않고 정복 전에 주민들이 지역 영주에게 부여했던 것과 동일한 존경심을 이 귀족들에게 바쳐야 한다고 명령했다. 원래 왕실 법령( Recapilación de leyes</link> ; 스페인어)는 다음과 같이 말한다:
No es justo, que los Indios Principales de Filipinas sean de peor condición, después de haberse convertido, ántes de les debe hacer tratamiento, que los aficione, y mantenga en felicidad, para que con los bienes espirituales, que Dios les ha comunicado llamándolos a su verdadero conocimiento, se junten los temporales, y vivan con gusto y conveniencia. Por lo qua mandamos a los Gobernadores de aquellas Islas, que les hagan buen tratamiento, y encomienden en nuestro nombre el gobierno de los Indios, de que eran Señores, y en todo lo demás procuren, que justamente se aprovechen haciéndoles los Indios algún reconocimiento en la forma que corría el tiempo de su Gentilidad, con que esto sin perjuicio de los tributos, que á Nos han de pagar, ni de lo que á sus Encomenderos.
이것은 영어로 다음과 같이 번역된다:
"It is not right that the Indian Principales of the Philippines be in a worse condition after conversion; rather they should have such treatment that would gain their affection and keep them loyal, so that with the spiritual blessings that God has communicated to them by calling them to his true knowledge, the temporal blessings may be added, and they may live contentedly and comfortably. Therefore, we order the governors of those islands to show them good treatment and entrust them, in our name, with the government of the Indians, of whom they were formerly Lords. In all else the governors shall see that the Principales are benefited justly, and the Indians shall pay them something as a recognition, as they did during the period of their paganism, provided it be without prejudice to the tributes that are to be paid us, or prejudicial to that which pertains to their Encomenderos."

## 참조주
1. ↑   Asiatic, Tributary, or Absolutist International Socialism, Nov. 2004
2. ↑  “Archived copy” (PDF). 2017년 1월 10일에 원본 문서 (PDF)에서 보존된 문서. 2017년 3월 4일에 확인함.
3. ↑  Garver, John W. (July 2011). 《Protracted Contest: Sino-Indian Rivalry in the Twentieth Century》. ISBN 9780295801209.
4. ↑  Juan de Ariztia, ed., Recapilación de leyes, Madrid (1723), lib. vi, tit. VII, ley xvi. This reference can be found at the library of the Estudio Teologico Agustiniano de Valladolid in Spain.
5. ↑  Felipe II, Ley de Junio 11, 1594 in Recapilación de leyes, lib. vi, tit. VII, ley xvi. The English translation of the law by Emma Helen Blair and James Alexander Robertson can be found in The Philippine Islands (1493–1898), Cleveland: The A.H. Clark Company, 1903, Vol. XVI, pp. 155–156.